# La Fàbrica (Malla)
La Fàbrica és una masia de Malla (Osona) inclosa a l'Inventari del Patrimoni Arquitectònic de Catalunya.

## Descripció
Cos allargat amb una balconada a la part central i sobre la porta d'entrada, que s'obre a un pati rodejat d'edificis com el paller i altres dependències similars. El pati és a la via d'accés a la casa i està tancat per una porta coberta amb una teulada a doble vessant.

## Història
Presenta una tipologia diferent a les altres masies degut a la balconada i en ser tan allargada. És de les més antigues del municipi, com ho demostra l'aparell, fet encara, en els trossos no remodelats, de tàpia (Es podria remuntar la seva construcció al segle XV).